# نوک‌شاخ کلاه‌زرد
 نوک‌شاخ کلاه‌زرد (نام علمی: Ceratogymna elata) نام یک گونه از تیره نوک‌شاخ است.